# 浦添運動公園
浦添運動公園（うらそえうんどうこうえん）は、沖縄県浦添市にある浦添市立の都市公園（運動公園）である。公園内には、屋内運動場、プール、陸上競技場や市民球場などが設置されている。また、各種催し物の会場としても使われる。ここ数年は、東京ヤクルトスワローズのキャンプ地としても利用されている。
施設命名権により、2018年10月1日から「ANA SPORTS PARK浦添」の呼称を用いる（後述）。

## 施設概要

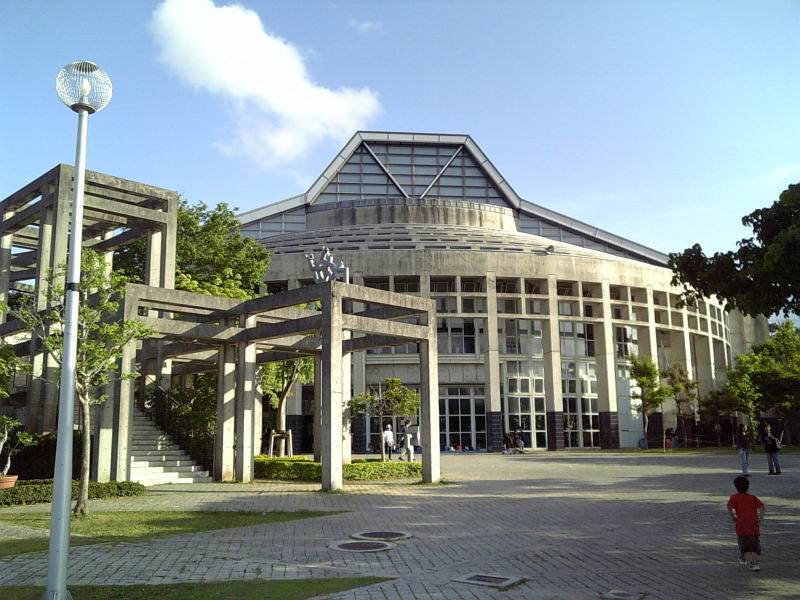
浦添市民体育館

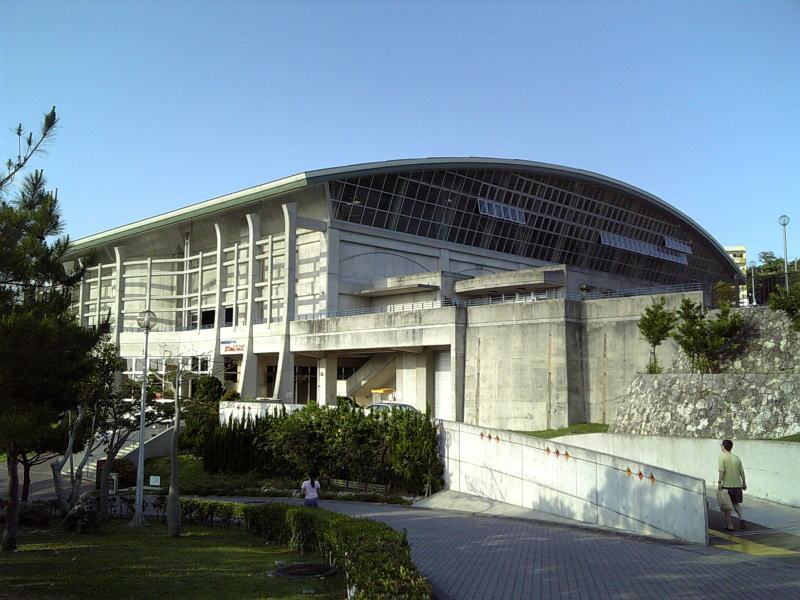
浦添市多目的屋内運動場と浦添市温水プール

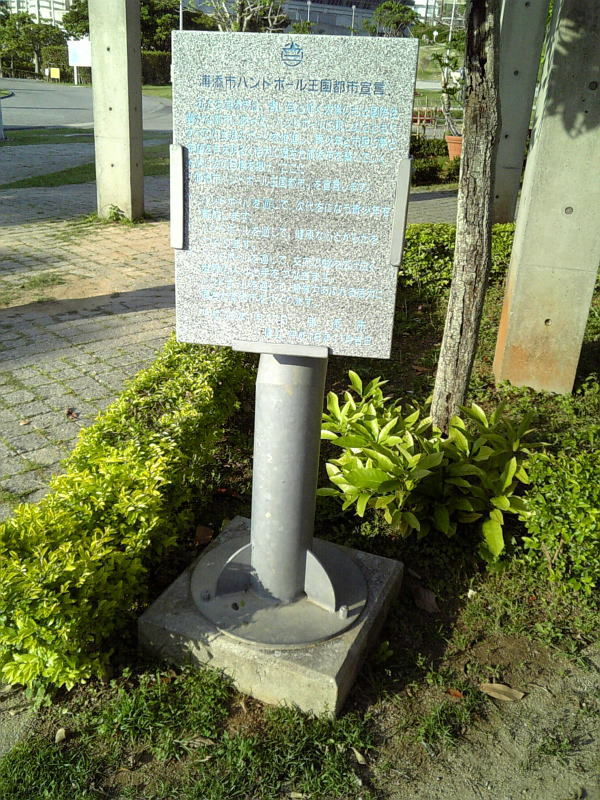
ハンドボール王国都市宣言碑

浦添市陸上競技場（ANA FIELD 浦添）
- 日本陸上競技連盟公認第3種[2]（2023年7月から新施設整備工事のため公認廃止）
- 供用面積：約26,000m²
- 収容人数
  - 全収容人員：6,254人
  - メインスタンド：1,806人
  - サブスタンド：502人
  - 芝スタンド：3,946人

浦添市民球場（ANA BALL PARK 浦添）
- 種別：野球場
- 併用面積：26,000m²
- 収容人数
  - 全収容人員：14,499人
  - メインスタンド：3,461人
  - 内野スタンド：4,943人
  - 外野スタンド：6,095人

浦添市民体育館（ANA ARENA 浦添）
- 種別：屋内体育館
- 併用面積：3,000m²
- 関連席数
  - 2階：812席
  - 3回：217席

浦添市多目的屋内運動場（ANA SPORTS HALL てだこ）
- 種別：屋内体育館
- 併用面積：2,520m²

浦添市多目的屋外運動場（サブグラウンド）（ANA てだこサブグラウンド）
- 種別：屋外運動場
- 併用面積：3,450m²

浦添市温水プール「まじゅんらんど」（ANA まじゅんらんど浦添）
- 種別：屋内プール
- 施設
  - プール（19m歩行・流水・スリーピング・足つぼ・バブル・きのこ噴水・ジャグジー・冷水）
  - 採暖室（低中温・ミスト）
  - トレーニングルーム
  - 会議室

浦添市民相撲場（ANA どすこいパーク浦添）
- 種別：屋根付き相撲場
- 施設
  - 屋根付き相撲場
  - 補助相撲場（屋根なし）
  - シャワー付き更衣室

## 催し物
- 2月 - 東京ヤクルトスワローズキャンプ（市民球場）、沖縄青少年科学作品展（市民体育館）
- 7月 - てだこまつり

## 命名権
2018年7月18日、全日本空輸  (ANA)  が命名権を取得し、2018年10月1日から3年間の契約（契約金額非公開）で、「ANA SPORTS PARK浦添」の呼称を使用する。

## 交通

### 鉄道
- 沖縄都市モノレール線（ゆいレール）の「浦添前田駅」から徒歩約20分。

### 路線バス
浅野浦バス停下車、すぐ。
- 90番・知花（バイパス）線　（琉球バス交通）
- 88番・宜野湾線　（琉球バス交通）
- 98番・琉大（バイパス）線　（琉球バス交通）
- 112番・国体道路線　（琉球バス交通）
- 290番・知花おもろまち線　（琉球バス交通）

美術館前バス停下車、徒歩約20分。
- 55番・牧港線　（琉球バス交通）
- 56番・浦添線　（琉球バス交通）
- 91番・城間（南風原）線　（東陽バス）
- 191番・城間（一日橋）線　（東陽バス）

仲間入口バス停下車、徒歩約5分。
- 55番・牧港線　（琉球バス交通）

伊祖2丁目バス停下車、徒歩約10分。
- 99番・天久新都心線　（琉球バス交通）

### 道路
- 那覇市中心部より国道330号線経由、乗用車で約30分。（浦添運動公園駐車場を使用時。）